# Crêpe Suzette
Le crêpe Suzette sono un dolce francese.
Il piatto è composto da crespelle imbevute nella beurre Suzette: una caratteristica salsa a base di zucchero caramellato, succo di mandarino o d'arancia, scorza d'arancia e Grand Marnier, triple sec o Curaçao all'arancia. Il piatto viene sottoposto a cottura flambé.

## Storia
L'origine delle crêpe Suzette e del loro nome è controversa. Secondo alcune testimonianze, esse vennero ideate per errore da un cameriere quattordicenne di nome Henri Charpentier nel 1895. Secondo quanto riporta l'autobiografia Life à la Henri dello stesso Charpentier, egli stava lavorando al Café de Paris di Montecarlo dove venne incaricato di cucinare delle crêpe per il principe del Galles (il futuro re Edoardo VII). In preda alle emozioni, aggiunse troppo liquore nelle crêpe facendo prendere fuoco al tegame. Nonostante ciò, le crêpe furono servite e il sovrano apprezzò la ricetta. Egli chiese al giovane come si chiamassero e questi gli rispose dicendo che erano le crêpe princesse. Il futuro sovrano, indicando un'avvenente ospite al tavolo, dichiarò "No, le chiameremo crêpe Suzette".
Tuttavia altre fonti, fra cui il Larousse gastronomique, affermano che non fu Charpentier a servire il principe in quanto il cameriere era ancora troppo giovane. Un'altra versione emerge dall'intervista che Elsie Lee fece a Charpentier durante gli anni cinquanta. Secondo quanto riferì Charpentier in quella situazione, la sua "versione complicata della ricetta nacque come il piatto di frittelle con salsa di frutta che la sua madre adottiva preparava in occasioni molto speciali" L'aggiunta di liquore era un au courant tra gli chef parigini dell'epoca.
Stando ad altre fonti ancora, il piatto fu nominato in onore dell'attrice francese Suzanne Reichenberg (1853-1924), che lavorò professionalmente sotto il nome di Suzette. Nel 1897, Reichenberg recitava alla Comédie-Française nel ruolo di una cameriera che serviva le crêpe. Il vicino ristorante Marivaux offriva agli attori le crespelle che venivano infiammate sul palco per attirare l'attenzione degli spettatori.
Nel 1896, Oscar Tschirky pubblicò una ricetta molto simile intitolata Pancakes Casino Style che però non prevedeva la cottura flambé. Nel 1907, Escoffier descrisse le crêpes Suzette nella versione inglese della sua Guida alla grande cucina. Anche questa ricetta, come quella di Tschirky, non prevede alcuna cottura alla fiamma.
Nel 1898, il piatto divenne una specialità del ristorante francese Marie's.